# BeeCard

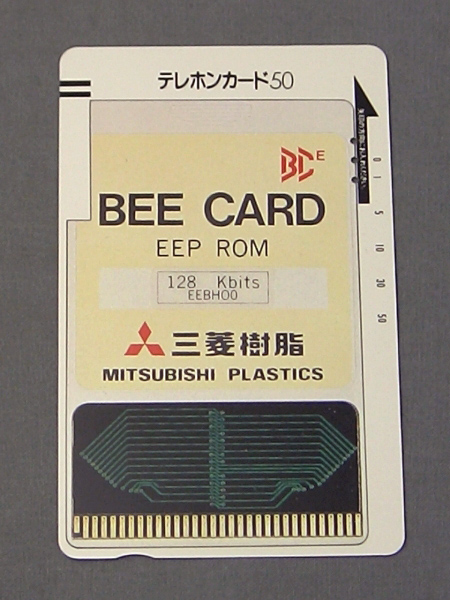
Een BeeCard

Een BeeCard is een door het Japanse Hudson Soft ontwikkelde geheugenkaart van kredietkaartformaat en was geheel gericht op de spelcomputermarkt als gegevens- en mediadrager voor de distributie van computerspellen.
De BeeCard bevat een chip of geïntegreerde schakeling die dicht op de connectoren is geplaatst en door een plastic afdeklaag wordt beschermd.
De naam BeeCard is afgeleid van Hudson Softs beeldmerk dat uit een vriendelijk ogende bij bestaat.
In Japan werden de door Mitsubishi Plastics, Inc. gefabriceerde BeeCards in 1985 op de markt gebracht. De BeeCard werd door de computerstandaard MSX gebruikt. Meerdere softwaretitels van Hudson Soft zijn als BeeCard verschenen.
Een BeeCard kan enkel in combinatie met een BeePack gebruikt worden. Een BeePack is een speciale adapter met het formaat van een standaard MSX-cartridgde dat aan de bovenzijde een sleuf bevat waarin de BeeCard kan worden geplaatst.
Later zou Hudson Soft de HuCard ontwikkelen en gebruiken in NEC's PC Engine en SuperGrafx spelcomputers. Een HuCard is iets dikker dan een BeeCard en bevat 38 connectoren terwijl de BeeCard er 32 heeft.

## Spellen
De volgende MSX-spellen zijn verschenen als BeeCard:
- Baseball Craze, BC-M1, Hudson Soft, 1985
- Star Force, BC-M2, Tehkan, 1985
- Jet Set Willy, BC-M3, Hudson Soft, 1985
- T-Plan, BC-M4
- Konami's Pooyan, BC-M5, Konami, 1985
- Bomber Man, BC-M7, Hudson Soft/SoftBank, 1986
- Star Soldier, BC-M8, Hudson Soft, 1986
- Champion Takahashi's Adventure Island, BC-M9, Hudson Soft, 1986
- E-Piano III